# П'єр Жаннере

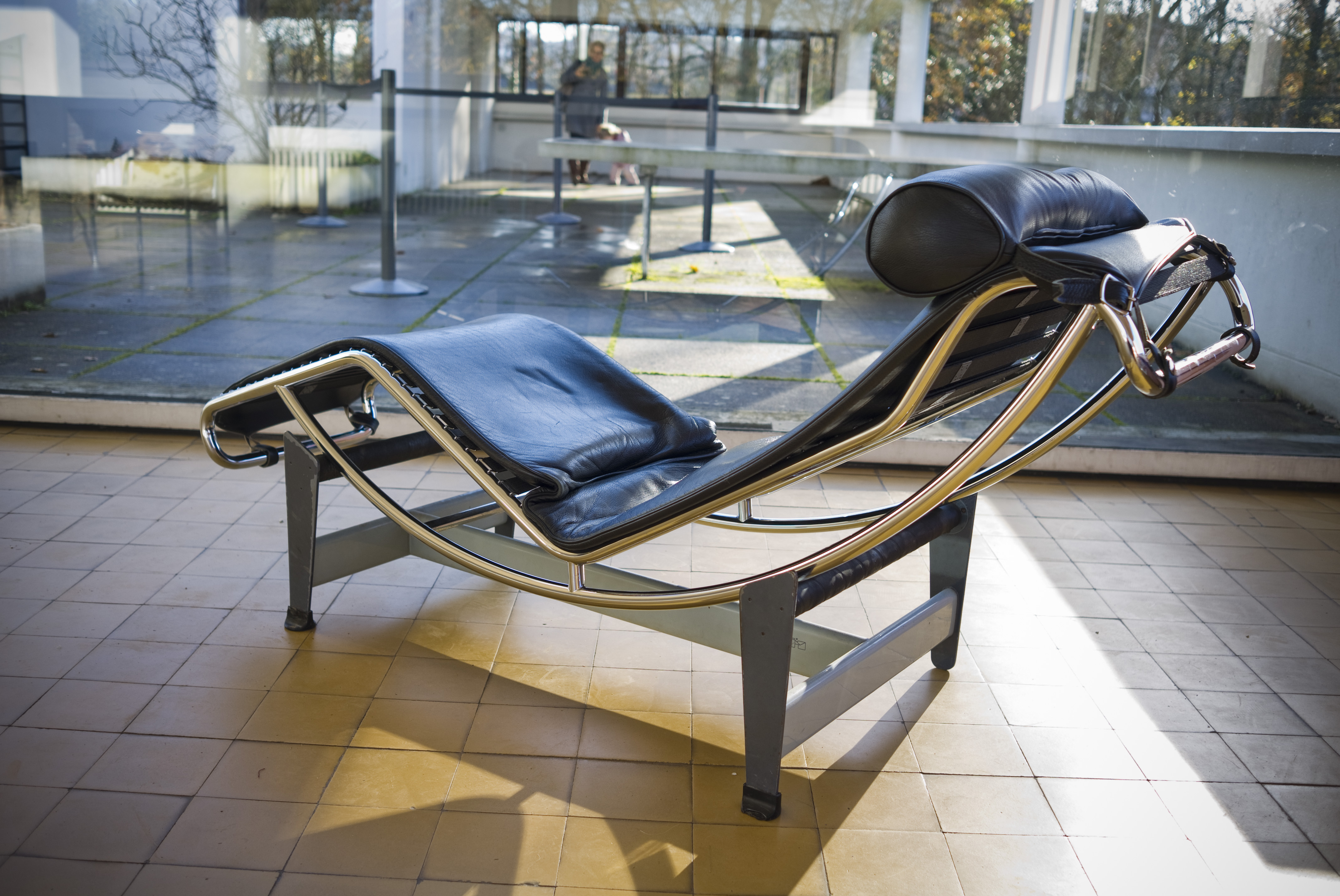
Кушетка LC4 в віллі Савой, спроєктована Жаннере спільно з Ле Корбюзьє і Шарлоттою Перьєн

П'єр Андре Жаннере (фр. Pierre Andre Jeanneret; 1896—1967) — французький архітектор і дизайнер, двоюрідний брат знаменитого Ле Корбюзьє, з яким і в тіні якого він пропрацював майже все своє життя. Один з головних будівельників Чандігарха, міста, зведеного за проєктом Ле Корбюзьє в Індії.

## Біографія та творчий шлях
Закінчив з дипломом Школу витончених мистецтв в Женеві (1915, 1-ша премія за архітектуру, скульптуру та живопис). Стажувався як архітектор в майстерні Огюста Перре, в Парижі (1920—1921).
У 1921 Ле Корбюзьє (уродж. Шарль Едуард Жаннере, двоюрідний брат П'єра Жаннере) запрошує його для спільної роботи, і вони відкривають своє архітектурне бюро в Парижі. З цього моменту П'єр Жаннере стає компаньйоном Ле Корбюзьє, а проєкти, створені ними підписуються: «Едуард Жаннере / П'єр Жаннере». Провідна роль в цьому тандемі, який існував з 1922 по 1940, незмінно належала Ле Корбюзьє. П'єр Жаннере співпрацював також в журналі «Новий Дух» (фр. L'Esprit Nouveau), який Ле Корбюзьє випускав на початку 20-х років.
У 1922 на виставці Осінній салон Едуардом і П'єром Жаннере був представлений проєкт «Сучасне місто на три мільйони жителів», ультрановаторський за концепцією.
У 1924-1940 спільно вони створюють цілий ряд модерністських проєктів, серед яких важливе місце займають багаті особняки в сучасному стилі, побудовані на околицях Парижа. Це, зокрема, вілла Ла Роша / Жаннере, вілла Штейн / де Монзі, вілла Савой — будівлі, що стали етапними в історії сучасної архітектури. П'єр Жаннере проявив себе і як дизайнер. На виставці Осінній салон 1929 представлений комплект меблів, створений спільно Ле Корбюзьє, Шарлоттою Перьєн і П'єром Жаннере. Столи, крісла, шафи були виготовлені із сучасних матеріалів (сталеві трубки, скло, штучна шкіра), за найсучаснішими технологіями. Співпраця з Ле Корбюзьє була обірвана війною, коли їх майстерня на вул. Севр, 35 була закрита.
У 1940—1951 працював з архітектором Жаном Пруве, в 1940—1949 — з Жоржем Бланшоном і в 1949—1951 — з Домінік Ескорсат. На початку 1950-х відновив спільну діяльність з Ле Корбюзьє.
Останні 15 років свого життя П'єр Жаннере провів в Індії, в зв'язку зі зведенням Чандігарха, нової столиці штату Пенджаб, що будувалася за проєктом Ле Корбюзьє (1951—1957). Разом з Максвеллом Фрай і Джейн Дрю, двома архітекторами з Англії, П'єр Жаннере вів нагляд за будівництвом, зокрема, за будівництвом комплексу Капітолію, адміністративного центру, спроєктованого самим Корбюзьє. З ними співпрацювали також індійські архітектори та інженери, спільно з якими були створені проєкти житлових будинків для міської адміністрації, а також шкіл, готелів, торгових центрів. Частина кампусу університету Пенджаб — бібліотека і будівля Gandhi Bhawan — спроєктовані безпосередньо самим П'єром Жаннере. Gandhi Bhawan — дуже своєрідне за своїм виглядом спорудження і практично єдине, де зафіксовано особисте авторство П'єра Жаннере. Воно являє собою структуру, три частини і три гострих завершення якої символізують три частини індійської філософії.
У 1999 в будівлі Gandhi Bhawan відбулася велика фотовиставка, що розповідає про внесок Ле Корбюзьє і П'єра Жаннере в створення нової столиці.
Після того, як будівництво міста було в основному завершене, П.Жаннере був запрошений міською владою на посаду Головного архітектора Чандігарха і штату Пенджаб, на якій і перебував аж до 1965, коли повернувся до Швейцарії. Виконував він також обов'язки директора створеної в Чандігархі Школи прикладного мистецтва, продовжуючи при цьому самостійно займатися дизайном — інтер'єрами і меблями.

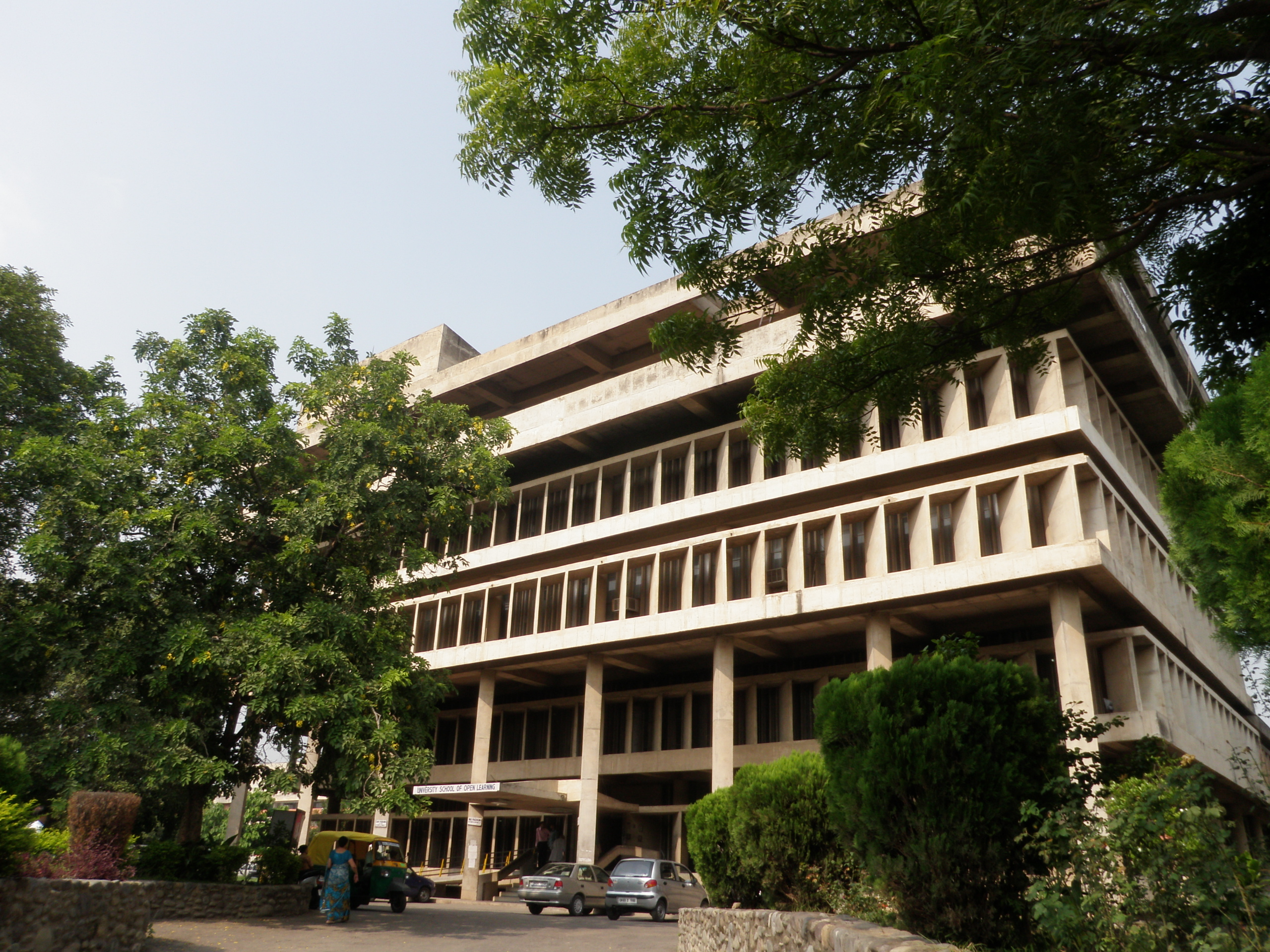
Університет Пенджаб. Архітектори П'єр Жаннере та ін.

## Меблі
Крім будівель, Жаннере також проектував меблі, як самостійно, так і разом з Ле Корбюзьє. Він експериментував з мінімалістичним дизайном, включаючи стілець, який не потребував кріплень.

## Галерея
Будинок швейцарського архітектора П'єра Жаннере перетворений на музей, Чандігарх, Індія

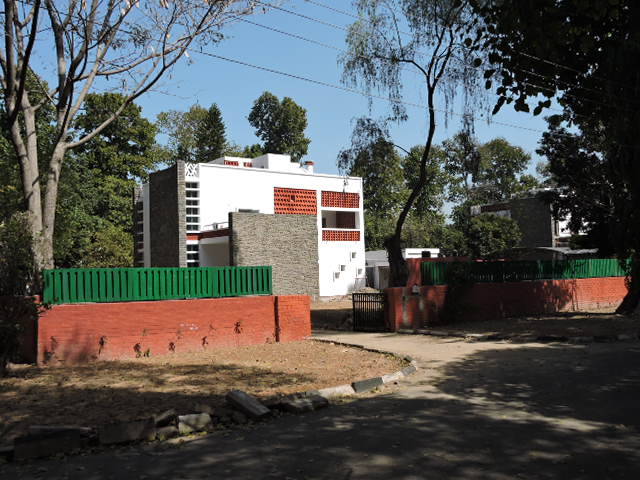
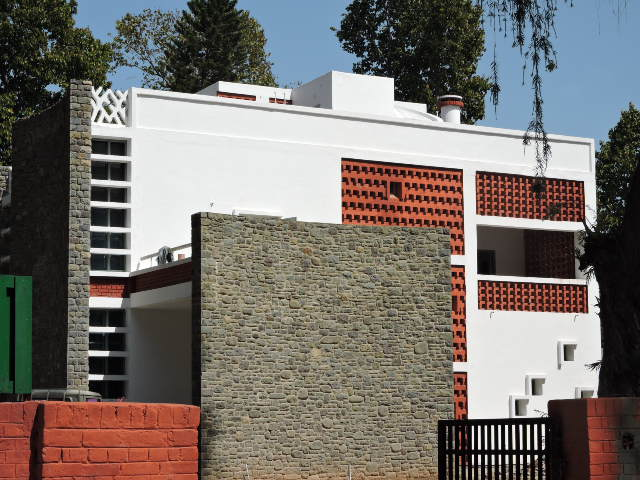
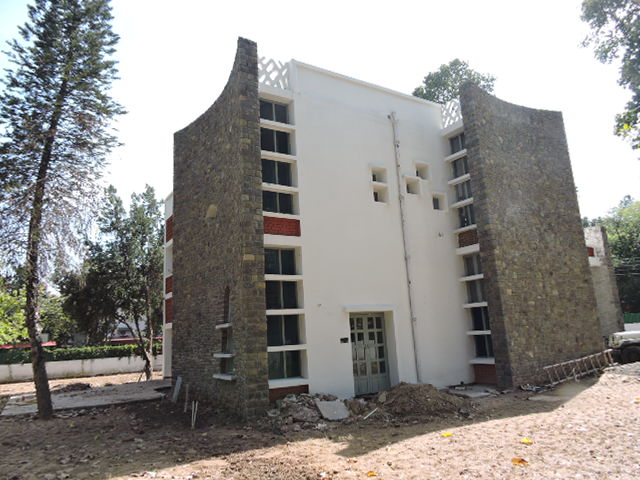
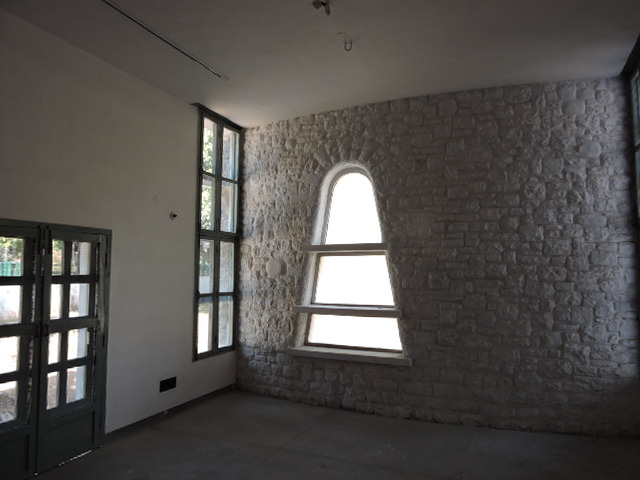